# Министерство здравоохранения Руанды
Министерство здравоохранения Руанды (Минздрав Руанды, руанда Minisiteri y'Ubuzima, фр. Ministère de la Santé, англ. Ministry of Health) —  орган исполнительной власти Руанды, осуществляющий функции по выработке государственной политики в сфере здравоохранения, обязательного медицинского страхования, обращения лекарственных средств для медицинского применения, включая организацию профилактики заболеваний, в том числе инфекционных заболеваний и СПИДа, медицинской помощи, медицинской реабилитации и медицинских экспертиз, фармацевтической деятельности.
Министерство возглавляет министр, назначаемый на должность и освобождаемый от должности Президентом Руанды.

## Области ответственности
Министерство здравоохранения отвечает:
- за систему здравоохранения в Руанде, в том числе больницы, клиники и медицинские учреждения, и тому подобное.
- за деятельность в области здравоохранения в Руанде, среди прочего — в области профилактической медицины, общественного здоровья, здоровья учащихся и государственных служащих, а также улучшения здоровья граждан.
- за лицензирование медицинских работников, контроль за практикой этих профессий в Руанде. К специалистам в этой области относятся, в частности, врачи, стоматологи, медсёстры, акушерки, фармацевты, терапевты, физиотерапевты, психологи, и многие другие.

## Болезни Руанды
В Руанде примерно 3% населения живут с ВИЧ статусом (210.000 человек). Начиная с 2000 годов, после геноцида и войны, страна успешно борется с ВИЧ.  Оценка воздействия ВИЧ на население в Руанде показала, что 84% руандийцев, живущих с ВИЧ, знают о своём статусе.

### COVID-19
В марте 2020 года страну достиг COVID-19. За всё время было подтверждено 133,518 случаев заражения. Погибло 1,468 человек.

### Вспышка вируса Марбург
Эпидемия вирусной болезни, вызванной вирусом Марбург, начавшаяся в сентябре 2024 года. Это первый случай вспышки болезни Марбург в стране. Эпидемия в основном затронула медицинских работников в больницах Кигали и соседних регионах.

## Список министров
Нынешним министром здравоохранения является Сабин Нсанзимана.
- Сабин Нсанзимана (2020—н. в.)
- Диан Гашумба (2016—2020)
- Агнес Бинагвахо (2011—2016)
- Венсан Бирута (1997—1999)